# Bluff (Kartenspiel)
Bluff ist ein Kartenspiel für zwei Teilnehmer. Bestandteil des Spiels ist das Täuschen (Bluffen) des Gegners.

## Beschreibung

### Kartenmaterial
Üblicherweise wird Bluff mit elf Karten einer Farbe gespielt, z. B.: ♣A-♣2-♣3-♣4-♣5–♣6–♣7–♣8–♣9-♣10-♣J

### Abspiel
Der erste Kartengeber wird ausgelost, im nächsten Spiel gibt der Gegner und so fort im Wechsel. Zwei Karten bekommt jeder Spieler, die fünfte Karte wird verdeckt in die Mitte gelegt, dann bekommt jeder Spieler drei Karten. Wer den Zählwert der Mittelkarte, wenn er an der Reihe ist, richtig benennt, ist Gewinner. Dem einzelnen Spieler sind zu Beginn des Spieles von den elf im Spiel befindlichen Karten nur seine fünf Handkarten bekannt. Die Wahrscheinlichkeit, die Mittelkarte richtig zu benennen liegt bei knapp unter 17 %.

### Bluffen
Um diese Wahrscheinlichkeit zu erhöhen, wird vom Gegenspieler abwechselnd nach einer Karte in der Hand des Gegners gefragt. Dieser muss die Wahrheit sagen. Führt er die erfragte Karte, so muss er diese offen auf den Tisch legen. Hat er sie nicht, so antwortet er mit nein und ist nun an der Reihe, den Gegenspieler nach einer Karte zu fragen. Würde nur nach Karten gefragt, die man nicht in der Hand hat, so wüsste der Gegner, wenn er verneint, dass die erfragte Karte in der Mitte liegt und er würde gewinnen.
Jeder Spieler darf Täuschen (Bluffen) und auch nach Karten fragen, die er selbst führt. Der Befragte weiß somit nicht, ob die verneinte Karte auf dem Tisch liegt oder sich bei seinem Gegenspieler befindet. Hat einer der Spieler geblufft, so wird das in der nächsten Spielrunde offenbart. Bei wahrhaftiger Frage würde der Spieler die Mittelkarte richtig benennen, aufdecken und hätte das Spiel gewonnen. Er muss diese Karte offen vor sich ablegen. Nach jeder treffenden Frage des Gegners und auch nach eigenem Bluff, hat meine eine Handkarte in der nächsten Runde offen vor sich abzulegen.

### Spielende und Bewertung
Von Runde zu Runde verringert sich die Zahl der Karten und es steigt die Wahrscheinlichkeit, den Zählwert der Mittelkarte zu kennen und zu benennen. Wer die Mittelkarte richtig benennt, bekommt einen Pluspunkt, bei fehlerhafter Nennung bekommt man einen Minuspunkt.